# أشلي باركر أنجل
أشلي باركر أنجل (بالإنجليزية: Ashley Parker Angel)‏ هو مغني ومغن ومؤلف وموسيقي وممثل أمريكي، ولد في 1 أغسطس 1981 في الولايات المتحدة.

## وصلات خارجية
- أشلي باركر أنجل على موقع IMDb (الإنجليزية)
- أشلي باركر أنجل على موقع ألو سيني (الفرنسية)
- أشلي باركر أنجل على موقع ميوزك برينز (الإنجليزية)
- أشلي باركر أنجل على موقع أول موفي (الإنجليزية)
- أشلي باركر أنجل على موقع قاعدة بيانات برودواي على الإنترنت (الإنجليزية)
- أشلي باركر أنجل على موقع إن إن دي بي (الإنجليزية)
- أشلي باركر أنجل على موقع ديسكوغز (الإنجليزية)
- أشلي باركر أنجل على موقع قاعدة بيانات الفيلم (الإنجليزية)
- أشلي باركر أنجل على موقع كينوبويسك (الروسية)